# Alexander Lambert
Alexander Lambert (ur. ok. 1837 lub ok. 1843 w Edynburgu – zm. 29 maja 1892) – brytyjski nurek.

## Życiorys
Dane na temat biografii Alexandra Lamberta są skąpe. Nie jest znana dokładna data jego narodzin. Przypuszczalnie urodził się około roku 1837 lub 1843 w Edynburgu, w Szkocji. Miał żonę Elizę (1854–1928). Zmarł 29 maja 1892 roku.

## Praca
Lambert był zawodowym nurkiem. Sławę wśród współczesnych i trwałe miejsce w historii podboju głębin zapewniły mu spektakularne akcje podwodne. Pracował dla specjalizującej się w eksploracji podwodnej firmy Siebe Gorman & Co.
W 1880 zasłynął ryzykowną akcją w zalanym tunelu drążonym pod rzeką Severn w hrabstwie Gloucestershire. Celem zejścia pod wodę było zamknięcie grodzi wodoszczelnej, co było konieczne przed próbą odpompowania wody, wypełniającej budowany tunel. Od pracy nurka zależała możliwość kontynuowania bardzo kosztownej inwestycji. W tym czasie wykonywanie prac podwodnych przez wyszkolonych nurków, wyposażonych w klasyczne skafandry z metalowymi hełmami, zasilane sprężonym powietrzem z powierzchni za pomocą ręcznej pompy, było już standardem, jeśli chodzi o stosunkowo niewielkie głębokości. Wykonanie zadania w tunelu było znacznie trudniejsze – z uwagi na o wiele większą głębokość i przede wszystkim dużą odległość od wejścia do miejsca docelowego w wyrobisku – i praktycznie niemożliwe dla nurków klasycznych – z uwagi na konieczność ciągnięcia za sobą przewodów powietrznych, które byłyby bardzo długie i narażone na rozcięcie przez ostre metalowe krawędzie, jak również ze względu na potrzebę zastosowania sprężarek o dużej mocy.
W tej sytuacji firma Henry'ego Augusta Siebego zaproponowała swój nowy wynalazek – autonomiczny aparat oddechowy, opracowany przez Henry'ego Alberta Fleussa.  Początkowo inżynier ten zamierzał sam zejść pod wodę, używając własnego aparatu autonomicznego, w asyście Alexandra Lamberta ubranego w kombinezon klasyczny, i podjął nawet trzy próby nurkowania w tunelu. Lambert miał za zadanie ubezpieczać Fleussa, odpiąć linę, na której opuszczano inżyniera i skierować go w odpowiednią stronę. Żadna z prób nie przyniosła rezultatu. Wynalazca zdał sobie sprawę, że nie zdoła wykonać zadania, nie będąc zawodowym nurkiem. Wtedy Lambert, już wówczas ceniony najwyżej z brytyjskich nurków, podjął się zanurkowania w aparacie Fleussa, co było bardzo ryzykowne, ponieważ nie znał możliwości i ograniczeń nowego sprzętu. Po krótkim, trwającym zaledwie kilka godzin przeszkoleniu w obsłudze aparatu tlenowego pod okiem jego konstruktora, Lambert został opuszczony do tunelu, znajdującego się o 200 stóp (około 66 metrów) od powierzchni, po czym przeszedł w nim w ciemności 1000 stóp (około 300 metrów), odsunął elementy blokujące ruch odrzwi, zamknął ciężkie, stalowe wrota i po godzinie powrócił na powierzchnię. Nurek pracował w wodzie o głębokości 40 stóp (13 metrów). Odpompowywanie wody zajęło potem całe cztery tygodnie. Organizm nurka miał niewątpliwie rzadko spotykaną odporność, ponieważ przy ciśnieniu panującym na tej głębokości czysty tlen staje się toksyczny. Tunel odblokowany przez Lamberta, łączący Bristol i Cardiff, działa do dziś.
Innym spektakularnym sukcesem Lamberta było w 1885 roku wydobycie z wraku hiszpańskiego okrętu „Alphonso XIII” 90 tysięcy sztuk złota o łącznej wartości 100 000 funtów brytyjskich. Żeby dotrzeć do złota, Lambert przebił się przez trzy pokłady.